# 帕西 (巴黎)

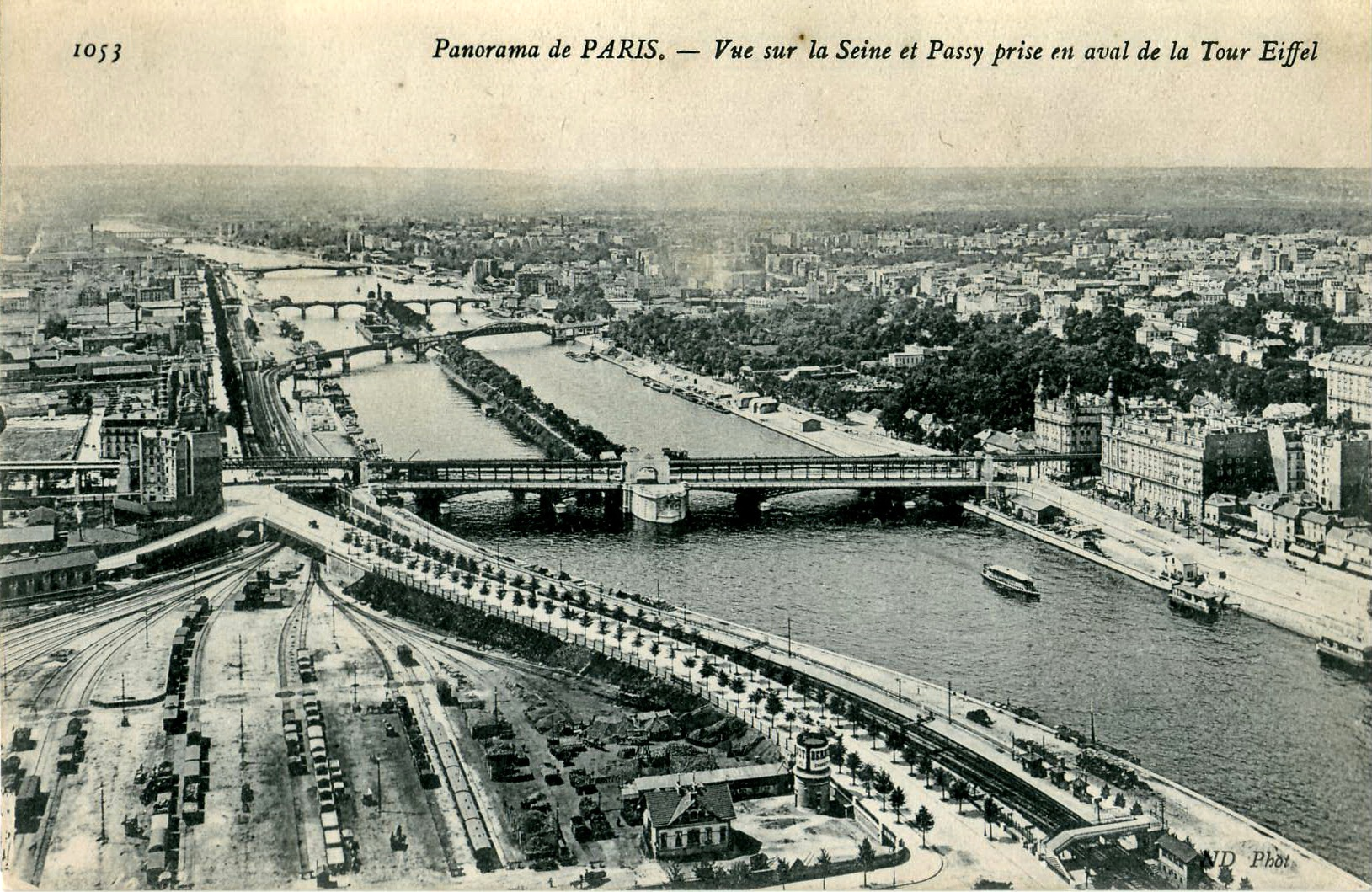
在埃菲爾鐵塔拍攝的帕西

帕西（Passy）是法國巴黎的一個地區，位於塞納河右岸的巴黎十六區。帕西是巴黎的傳統富人區之一。1860年，帕西被併入巴黎。
美國建國元勳本傑明·富蘭克林曾經居住在帕西，現在帕西有富蘭克林街。此外帕西也出現在許多畫家的作品當中。